# Nowa Sarzyna
Nowa Sarzyna est une ville de la voïvodie des Basses-Carpates, dans le sud-est de la Pologne. Elle est le chef-lieu de la gmina de Nowa Sarzyna, dans le powiat de Leżajsk. De 1975 à 1998, la ville a appartenu administrativement à la Voïvodie de Rzeszów.
La route nationale 77 traverse la ville.

## Géographie
Nowa Sarzyna se trouve à 14 km — 17 km par la route — au sud-est de Rudnik nad Sanem, à 40 km — 49 km par la route — au nord-est de Rzeszów, et à 235 km — 285 km par la route — au sud-est de Varsovie.

## Population
La population de la ville s'élève à 6 287 habitants en 2012.

## Jumelage
- Dolyna (Ukraine)
- Olaine (Lettonie)